# Zygmunt Zabierzowski (polityk)
Zygmunt Zabierzowski (ur. 30 kwietnia 1891, zm. 27 listopada 1937 w Warszawie) – prawnik, porucznik piechoty Wojska Polskiego, komisarz rządu w Gdyni.

## Życiorys
Urodził się na ziemi brzeskiej. W czasie I wojny światowej walczył najpierw w armii rosyjskiej od 1917 w Dywizji Strzelców Polskich, a następnie uczestniczył w wojnie polsko-bolszewickiej. W 1919 został Naczelnikiem Wydziału Zarządu Cywilnego Ziem Wschodnich, jako Główny Komisarz Wyborczy przeprowadza wybory do Sejmu Wileńskiego, po ostatecznym zaś przyłączeniu Wileńszczyzny do Rzeczypospolitej został starostą w Święcianach, skąd w 1925 został odwołany do stolicy. W Warszawie objął stanowisko naczelnika wydziału w Ministerstwie Spraw Wewnętrznych, a następnie pracował w Prezydium Rady Ministrów jako specjalista w sprawach Ziem Wschodnich. 
8 stycznia 1924 został zatwierdzony w stopniu porucznika ze starszeństwem z 1 czerwca 1919 i 750. lokatą w korpusie oficerów rezerwy piechoty. Posiadał przydział w rezerwie do 85 Pułku Piechoty w Nowej Wilejce. W 1934, jako oficer rezerwy pozostawał w ewidencji Powiatowej Komendy Uzupełnień Gdynia. Posiadał przydział do Oficerskiej Kadry Okręgowej Nr VIII. Był wówczas w grupie oficerów „po ukończeniu 40 roku życia”.
W latach 1925-1926 naczelnik wydziału w Urzędzie Wojewódzkim Poleskim, a od 1926 naczelnik wydziału, zastępca Dyrektora, wreszcie Dyrektor Departamentu Organizacyjnego Ministerstwa Spraw Wewnętrznych. Komisarzem Rządu w Gdyni mianowany został 1 lipca 1931, funkcję tę pełnił do 18 sierpnia 1932. Na tym stanowisku nastąpił kres pracy jego pracy w administracji państwowej. 1 września 1933 został notariuszem w Opatowie, a po czterech miesiącach w styczniu 1934 przeniósł się do Warszawy. Został notariuszem przy Wydziale Hipotecznym Stołecznego Sądu Grodzkiego, członkiem Rady Notarialnej w Warszawie.
Zmarł mając 46 lat. Został pochowany na cmentarzu Powązkowskim w Warszawie (kwatera 134-6-25).

## Ordery i odznaczenia
- Krzyż Niepodległości (4 listopada 1933)[8]
- Krzyż Oficerski Orderu Odrodzenia Polski (10 listopada 1927)[9][4]
- Krzyż Walecznych[4]
- Złoty Krzyż Zasługi (29 kwietnia 1930)[10]